# ТОС-2
ТОС-2 (Тосочка) је руски вишецевни бацач ракета способан да испаљује термобаричне бојеве главе, постављен на шасију камиона са 3 осовине. ТОС-2 је пројектован за напад на непријатељске утврђене положаје и лако оклопна возила и транспорте, посебно на отвореном терену.

## Историја
Дана 12. јануара 2018. године објављено је да НПО Сплав ради на прототипу система ТОС-1 следеће генерације за прелиминарна испитивања. Систем са побољшаним тактичко-техничким карактеристикама биће направљен на шасији са точковима. 
Нови систем ТОС-2 ( Тосочка ) је први пут представљен током Параде победе у Москви 2020. Приказан је током вежби Кавказ-2020 у септембру 2020. Опремљен је снажнијом ракетом ТБС-М3 и сопственом дизалицом. Такође има повећан домет и заштићен је од прецизног оружја.   Систем користи теренско возило 6х6 Урал-63706-0120 уместо гусеничарске оклопне шасије код ТОС-1А. 
ТОС-2 је ушао у службу у Централном војном округу 6. јануара 2021. 
Крајем маја 2022, ТАСС је известио да је систем распоређен у Украјини током руске инвазије на Украјину 2022 .  У октобру 2023. године, систем ТОС-2 је примећен у рејону Кремине, Луганска област. 

## Муниција
- МО.1.01.04 ( рус. неуправляемый реактивный снаряд) је 3.3мм дуга 173кг тешка . [9] Оригинална ракета за ТОС-1А имала је домет од само 2.700м . Модернизовани системи са активном заштитом, новим мотором и лансерима и другим побољшањима испоручени су почетком 2018. [10] [11]
- Ракета МО.1.01.04М је 3.7 метара дугачка и тежи 217кг . [12] Ова верзија има домет од 6.000. Систем је модернизован 2016. [13]
- Ракета М0.1.01.04М2 је у марту 2020. добила тежу термобаричну бојеву главу и побољшани домет од 10 км, да би деловала изван домета савремених против-оклопних ракетни система. [12]